# 李惟義
李惟義（？—1901年），曾參與臺灣的抗日乙未戰爭。

## 生平
李惟義原為湖南武秀才出身，1859年投效軍營，1861年起因戰功歷經守備，都司，游擊，參將，副將，總兵，後並因永州建立戰功，獲賞頂戴花翎（提督銜），長年率新楚軍駐守於湖南。
1886年，李惟義前往台灣，協助章高元、林朝棟等人平定罩蘭武榮社亂事。1895年，清因甲午戰爭戰敗，割台予日本，台日爆發乙未戰爭。戰爭期間，李惟義曾參與臺方軍隊對抗日本帝國軍。其中，在八卦山戰役中，李惟義與吳湯興、徐驤等將領率領三千至五千人共同防守八卦山與彰化城。